# Boris Stefanov
Borís Stefanov Popov (en búlgaro: Борис Стефанов Попов; 8 de junio de 1894 - 12 de diciembre de 1979) fue un botánico búlgaro. Realizó extensas recolecciones de la flora de Bulgaria, encontrándose duplicados de sus especímenes en Royal Botanic Gardens, Kew (K). Participó activamente en la realización de Flora Republicii Socialiste Romania, que se publicó en 1991 bajo la dirección de Robert W. Kiger (1940-).

## Algunas publicaciones
- Hermann, F; B Stefanoff. [1929a. Nachtrag zur Flora des Piringebirges in Bulgarien
- Hermann, F; N Stojanoff, B Stefanoff. 1929b. Neuer Beitrag zur Flora Bulgariens
- B Stefanoff. 1932. Systematische und geographische Studien über die mediterran-orientalischen Arten der Gattung Hypericum L.
- B Stefanoff. 1936]. Remarks Upon the Causes Determining the Relief Distribution of Plants
- B Stefanoff. [1943. Fitogeografski elementi v Bŭlgarija. Leipzig : Harrassowitz
- Stejanoff, NA; B Stefanoff. 1948, Flora na Bălgarija (Flora de Bulgaria). Sofia, 1: 544-546, 554, 555, 1284 (1924) Sofia, ed. 2 : 498-499 (1933) / Sofia, ed. 3: 547 (1948) / Sofia, ed. 4 (2 vol. 1966-67)
- B Stefanoff. 1965. Über die Ursachen der Variabilität und die Möglichkeiten zur Lenkung der Formbildung. Sofia : Institut f. Forstwirtschaft [d.] Academia de Ciencias Agrícolas de Bulgaria

## Eponimia
[Género
- (Apiaceae) Stefanoffia H.Wolff[2]

[Especies
- (Asteraceae) Hieracium stefanoffii Zahn[3]
- (Campanulaceae) Campanula stefanoffii Hermann[4]
- (Caryophyllaceae) Dianthus stefanoffii Eig[5]